# Erich Giebner

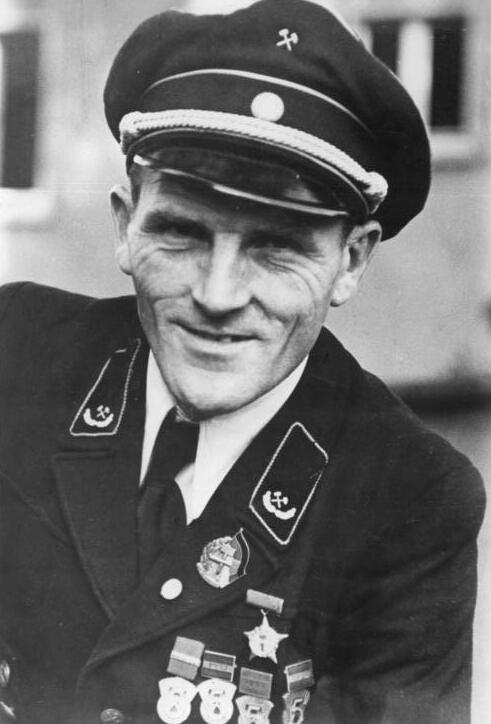
Erich Giebner (1954)

Erich Giebner (* 31. Juli 1910 in Großenstein; † 8. Februar 1960) war ein deutscher Bergmann. Er war in den 1950er-Jahren in der DDR eine vielfach ausgezeichnete Persönlichkeit sowie Volkskammerabgeordneter. Giebner gehörte neben Franz Franik, Gustav Hübner und Sepp Wenig zu einer Reihe von Bergleuten, deren Arbeitsleistungen im Rahmen der Aktivistenbewegung propagandistisch besonders herausgestellt wurden.

## Leben

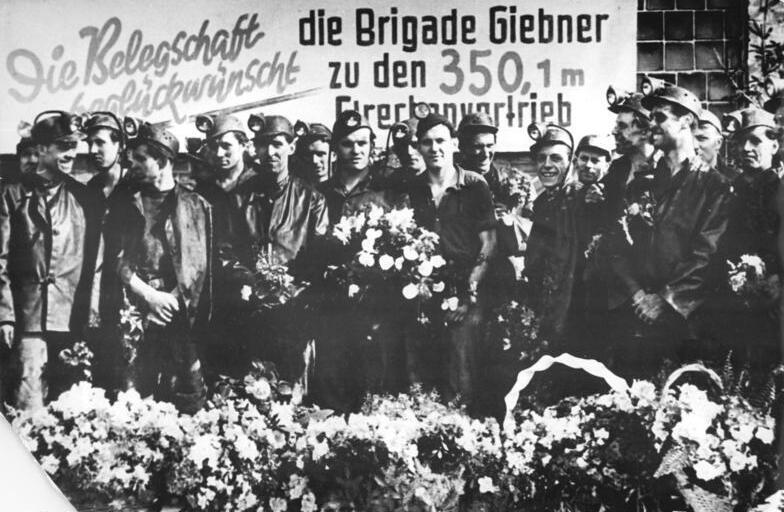
Giebners Brigade

Giebner wurde 1910 im thüringischen  Großenstein als Sohn eines Landarbeiters geboren und erlernte nach der Volksschule zwischen 1925 und 1929 den Beruf des Autoschlossers, den er anschließend bis zur Einziehung zum Kriegsdienst ausübte. 1928 wurde Giebner Mitglied des Deutschen Metallarbeiterverbandes, 1930 trat er in die Kommunistische Partei Deutschlands (KPD) ein.
Nach erlittener Kriegsgefangenschaft kehrte Giebner wieder in seinen Heimatort Großenstein zurück, wo er erneut in seinem Beruf tätig war. 1946 wurde er als ehemaliges KPD-Mitglied in die Sozialistische Einheitspartei Deutschlands (SED) übernommen. Von 1947 bis 1949 war Giebner Mitglied des Großensteiner Gemeinderates.
1949 nahm Giebner bei der Wismut AG eine Tätigkeit als Fördermann auf, arbeitete dann als Hauer und wurde 1950 Brigadier. Zwischen 1951 und 1955 wurde Giebner fünfmal in Folge als Aktivist des Fünfjahrplanes ausgezeichnet.
Im Monat März 1954 erreichte die Brigade Giebners im Rahmen einer Verpflichtung zu Ehren des IV. Parteitages der SED einen neuen Rekord im eingleisigen Schnellstreckenvortrieb von 350,1 m. Diese Leistung wurde in einem Schacht des Freitaler Steinkohlereviers erreicht. 1954 wurde er als Held der Arbeit geehrt. Giebner kandidierte 1954 auf der Liste der SED für die Volkskammer. In der zweiten und dritten Wahlperiode gehörte Giebner bis zu seinem Tod der Volkskammer an. 1959 wurde er als Verdienter Bergmann der DDR geehrt.
Im Februar 1960 verstarb Giebner im Alter von 49 Jahren.